# Buddy Lazier

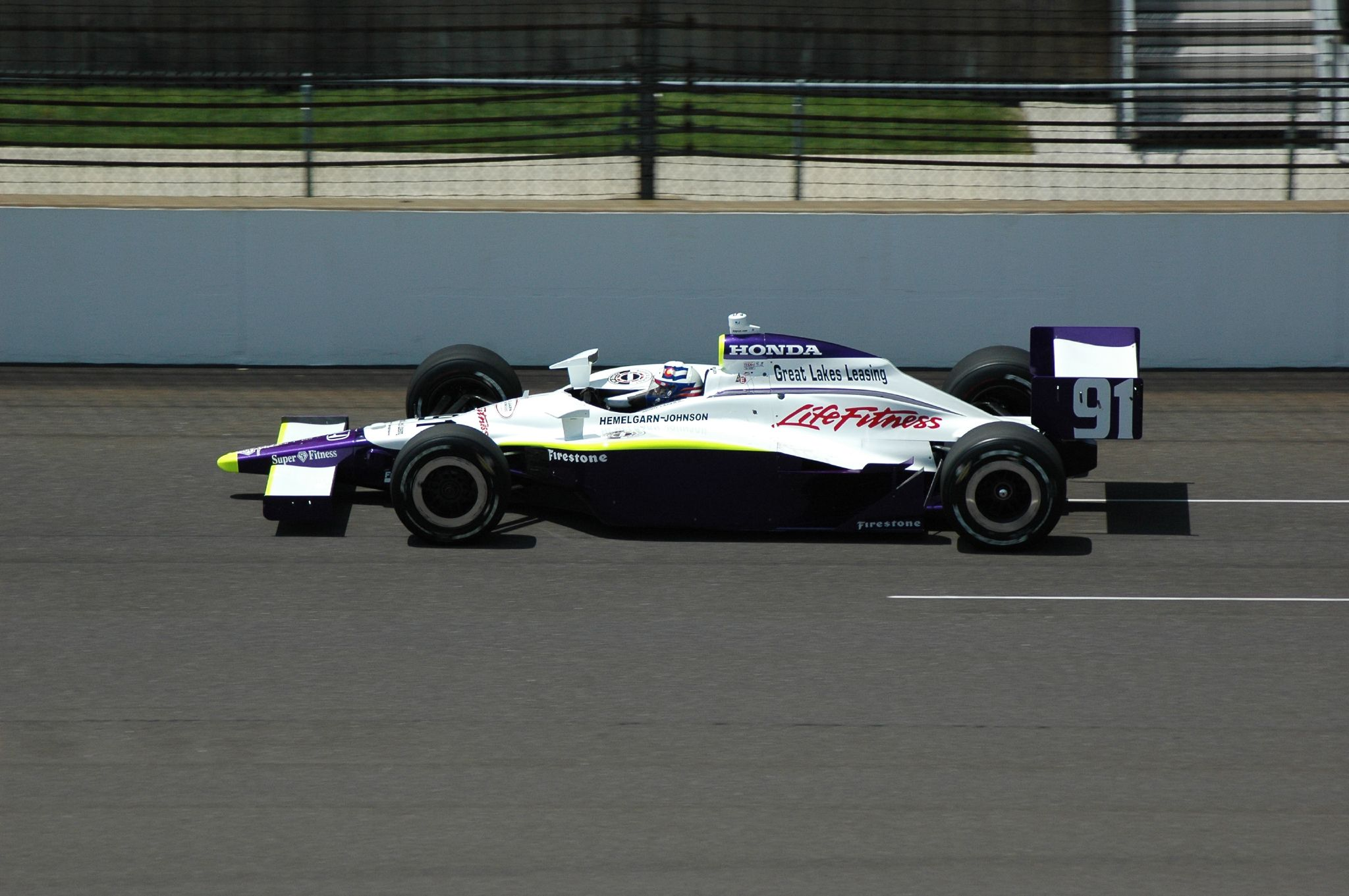
Buddy Lazier beim Indy 500 2008 in seinem Dallara-Honda

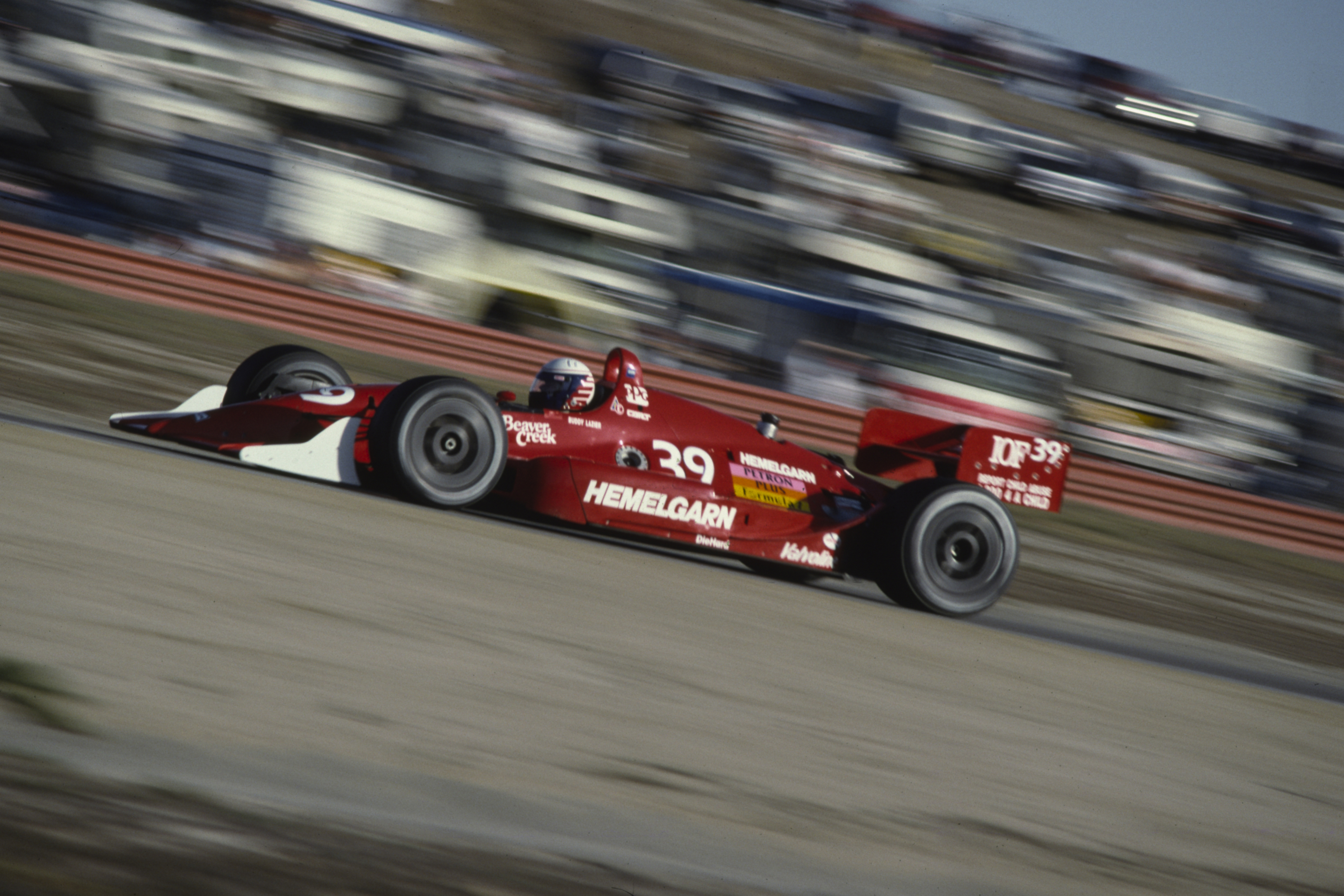
Lazier 1991 in seinem Lola-Buick

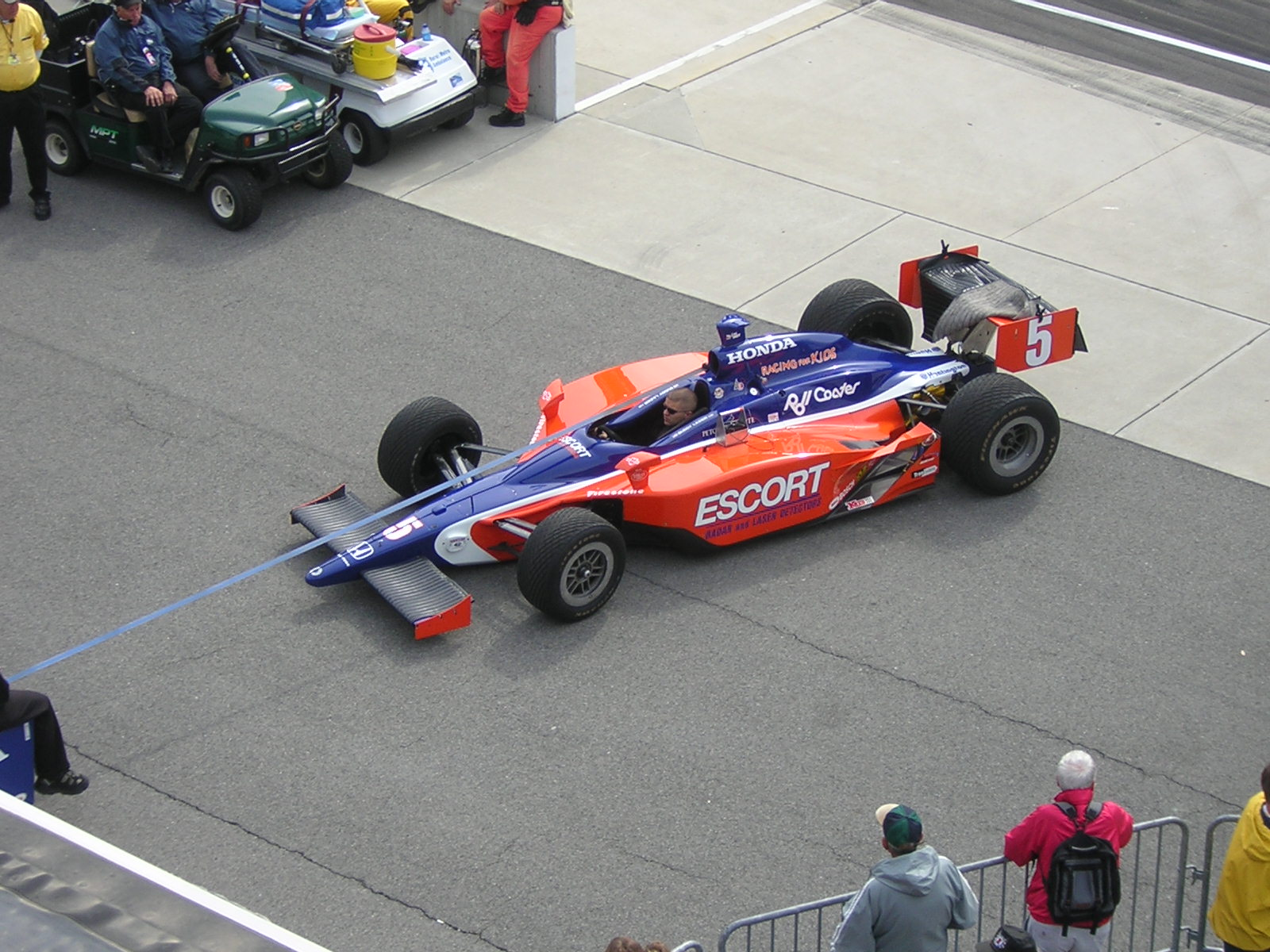
Laziers Dallara-Honda 2006

Robert „Buddy“ Lazier (* 31. Oktober 1967 in Vail (Colorado)) ist ein ehemaliger US-amerikanischer Automobilrennfahrer und Gewinner des 500 Meilen-Rennens von Indianapolis 1996. Sein Vater Bob Lazier sowie sein Bruder Jaques Lazier sind ebenfalls bekannte Rennfahrer.

## Karriere

### 1989–1995: CART
Lazier fuhr ab 1989 in der Indy Car World Series für das Gary Trout Motorsport-Team. In diesem Jahr nahm er auch erstmals an den 500 Meilen von Indianapolis teil. Doch in seiner ersten Saison fuhr er nur bei zwei Rennen, für das Indy 500 konnte er sich nicht qualifizieren. In der Saison 1990 erreichte er in Portland seine erste Platzierung, Platz 13 bedeutete jedoch Null Punkte. In Vancouver konnte er schließlich mit Platz 12 seinen ersten Punkt in der Meisterschaft einfahren. 1991 war sein bestes Ergebnis Platz neun in Denver, insgesamt sammelte er sechs Punkte, was Platz 22 in der Endtabelle bedeutete. Die Saison 1992 war die erfolgreichste in Laziers CART-Karriere. Platz sieben in Missouri und weitere Punkteplatzierungen bedeuteten zehn Punkte und Platz 19 in der Endabrechnung. Es folgten drei erfolglose Saisons für Lazier ohne einen einzigen Punkt.

### 1996–2008: IRL
1996 wechselte Lazier in die neu gegründete Indy Racing League. Obwohl er nur an drei Rennen teilnahm, konnte er das 500-Meilen-Rennen von Indianapolis am 26. Mai 1996 vor Davy Jones für sich entscheiden, nachdem er 43 Runden in Führung gelegen hatte. 1998 und 2000 fuhr er außerdem auf Platz zwei. Im Jahr 2000 folgte der erste Gesamtsieg der Rennserie. Mit 290 Punkten und zwei Siegen in Phoenix und Kentucky sowie drei zweiten Plätzen sicherte Lazier sich die Meisterschaft. In der darauffolgenden Saison erreichte er den zweiten Platz in der Endabrechnung. Doch die folgenden Jahre waren erneut erfolglos. Der 8. Platz in der Jahreswertung 2002 ist sein bestes Ergebnis seit der Vizemeisterschaft 2001 gewesen. Ab 2004 trat er nur noch beim Indy 500 bei einzelnen Rennen an. 2017 beim Indianapolis 500 absolvierte er seinen letztes IndyCar-Rennen.

## Erfolge
- Sieger des Indy 500 1996
- Zweiter der Indy 500 1998 und 2000
- Sieger der Indy Racing League 2000
- Acht Saisonsiege in der Indy Racing League

## Teams

### Champ Car
- Lazier Racing (1989)
- Hemelgarn Racing (1990–1991)
- Dale Coyne Racing (1991, 1992, 1995)
- Walker Racing (1991)
- Leader Card Racing (1993–1994)
- Project Indy (1995)
- Team Menard (1995)

### Indy Racing League
- Hemelgarn Racing (1996–2004, 2008)
- Panther Racing (2005)
- Dreyer & Reinbold Racing (2006)
- Sam Schmidt Motorsports (2007)

## Indy-500-Fahrzeuge
- March-Cosworth (1989)
- Lola-Cosworth (1990)
- Lola-Buick (1991–1993, 1995)
- Lola-Ilmor (1994)
- Reynard-Ford-Cosworth (1996)
- Dallara-Oldsmobile (1997–2001)
- Dallara-Chevrolet (2002–2005)
- Dallara-Honda (2006–2008)